# Condado de Jackson (Virgínia Ocidental)
O Condado de Jackson é um dos 55 condados do estado norte-americano da Virgínia Ocidental. A sede do condado é Ripley, que é também a sua maior cidade. O condado tem uma área de 1440 km² (dos quais 16,0 km² estão cobertos por água), uma população de 28 000 habitantes, e uma densidade populacional de 23 hab/km² (segundo o censo nacional de 2000). O condado foi fundado em 1831 e recebeu o seu nome em homenagem a Andrew Jackson (1767-1845), que foi o sétimo presidente dos Estados Unidos (1829-1837).